# 全日警

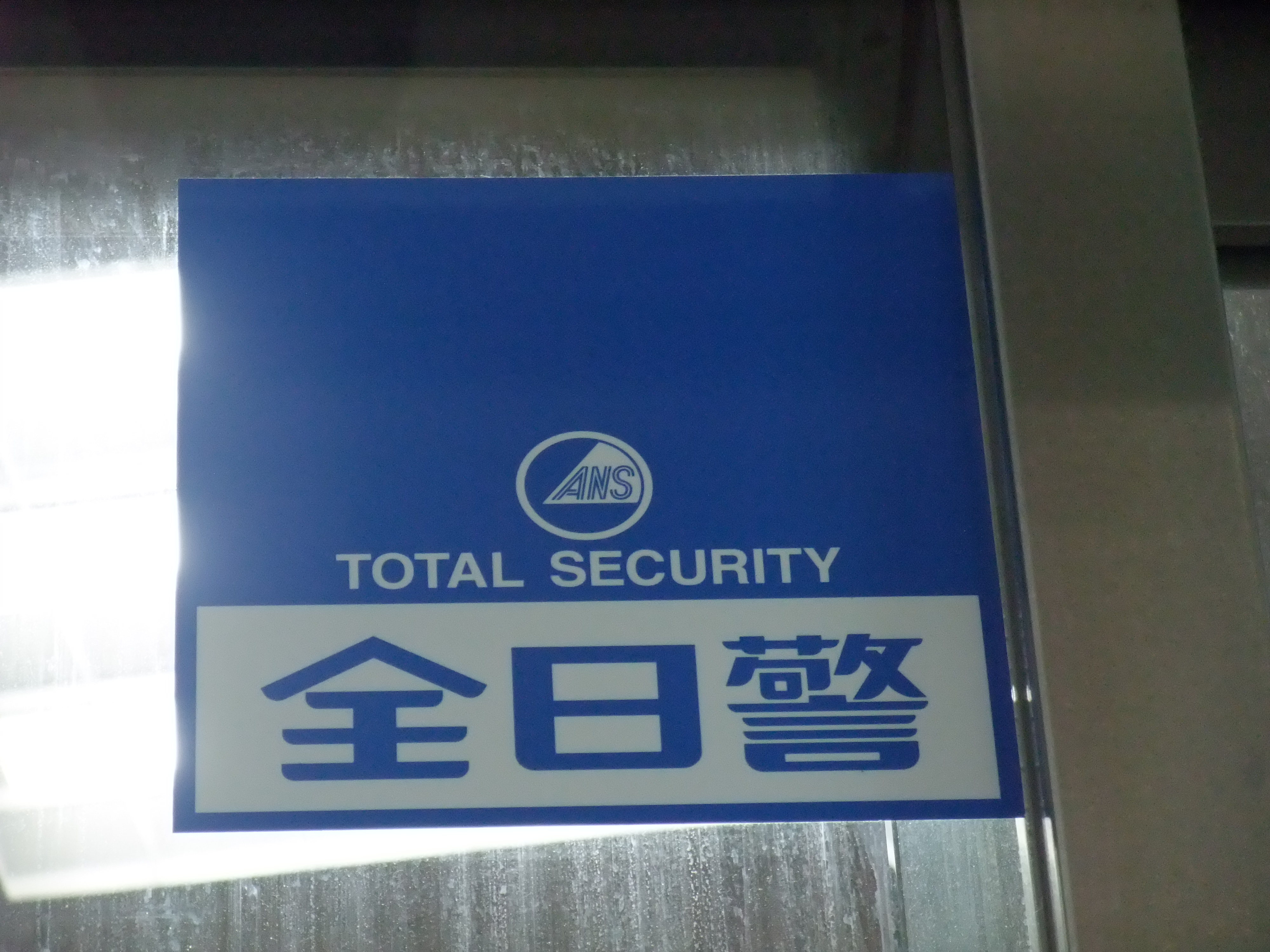
全日警のステッカー

株式会社全日警（ぜんにっけい）は、東京都中央区に本社を構える警備業者。警備業界では売上高第6位（2024年度実績）。高層ビルや官公庁、駅・空港・商業施設・娯楽施設からホームセキュリティまで、セキュリティーサービス全般を手掛ける。業界6位の大手であるが上場はしていない。略称はANS（アンス）である。
1963年、現会長の片岡直公により創業した。最初の警備物件はさいたま市の大宮のデパート。施設警備をメインに機械警備、身辺警護まで幅広く手掛けている。その中でも東海旅客鉄道（JR東海）での鉄道警備が強く、売上のほとんどを占め、同社とは取引関係にある。商業施設においてはヨドバシカメラの博多店を除くほぼ全ての店舗の警備をしている。
PFI事業にも参入しており、衆議院議員会館や中央合同庁舎第7号館の警備もしている。至誠・責任・進取・親愛という社訓を基礎とし、「体温（ぬくもり）のあるセキュリティ」を目指している。機械に頼る警備より現場に警備員という人を配置することで体温のある警備をモットーにしている。創立以来黒字経営を続けている。
一時期はセコム、ALSOKと並ぶ業界3位だったが、セントラル警備保障の上場とアサヒセキュリティのセコム買収を受け、2024年時点では業界売上高第6位になる。
みどり会の会員企業であり三和グループに属している。

## 事業に関する概要

### 鉄道警備
JR東海と企業提携しており（JR東海が全日警株を13.2％保有）、東海道新幹線の沿線パトロールや、名古屋駅など主要各駅、本社が入居しているJRセントラルタワーズ、リニア・鉄道館などJR東海関連施設の警備を請け負い、2018年に発生した東海道新幹線車内殺傷事件をうけて東海道新幹線の車内巡回乗務（警乗）にも携わるようになった。また、2021年11月からは小田急線刺傷事件や京王線刺傷事件を受けた警備強化により、在来線においても車内巡回業務を開始している。
装備としては防刃ベスト、伸縮式警棒、刺股である。うち、伸縮式警棒はノーベル工業の製品を採用している。

### 施設警備
商業施設、オフィスビル、金融機関、学校、官公庁など幅広く手掛ける。法人向けサービスに強く、官公庁の衆議院議員会館や中央合同庁舎などのPFI事業を始め、東京ドームの防災センター、ヨドバシカメラや横浜ランドマークタワー、甲子園球場などがある。
なお、一部の物件は子会社である全日警セキュリティサービスが担当している。

### 機械警備
あまり主力にはなっていないが、小中学校、店舗などでは吉野家、マルエツなどの設置先がある。また大京アステージと提携しており、管理しているライオンズマンションの機械警備もしている。京葉ガスとの提携もあり、ガス漏れ警報の際の駆けつけなどもしている。ホームセキュリティにおいてはハッピーガードを販売しており、必要最低限の設備であるため、大手警備会社の中では安価な値段である。

### ロボット、AI開発
ロボット、AI開発にも力を入れており、全日警ソリューションという名で様々な商品を開発している。
- AI支援ビデオ監視ソフトウェアicetana

各カメラの映像から通常起こることをAIが学習し、それをベースとして今映っている映像の中で異常な動きがないかを見張る。例えば、立ち入り禁止区域で人が侵入してきた時、火災が発生した時、人や車の異常な行動、群衆の集まり、緊急車両の通行などいつもは起こらない事が起こった時に検知した映像を監視者に映し出す。
- ANSビデオアイ

監視カメラの映像を解析するシステムである。顔認識や人、車の計測、侵入者を検知したりする。
- 複合型サービスロボットToritos

オムロンソーシアルソリューションズとパートナー契約を結び開発された。清掃・警備・案内の機能を有し、建物内で24時間フル活用が可能。床の清掃を初め、前面ディスプレイによる案内、経路と時間を設定した巡回が可能である。

### 空港保安
空港における手荷物検査、保安検査もしており、成田空港や羽田空港、そして中部国際空港、大分空港などがある。担当は全日空のブースを担当している。2018年の空港保安検査コンテストで優勝し、空港保安検査ランキングでは世界第2位の実績がある。中部国際空港においては施設警備業務も担当している。

### イベント警備
1998年開催の長野オリンピックや2021年の2020東京オリンピックの警備を担当した実績がある。また、警備担当してる東京ドームでのコンサート、ライブ、野球が開催される際には増員して警備している。東京マラソンやコミックマーケット、甲子園の警備もしている。
なお、甲子園球場に関しては施設警備も担当している。

## 不祥事

### 乗客の上半身を触る不適切行為
2024年（令和6年）3月、JR東海は、東海道新幹線の車内を巡回中の男性警備員が、客席で寝ている乗客の上半身を触る不適切行為があったと発表した。
2月下旬頃、乗客から「車内で体を触られたような気がする」と申し出があり、事実関係を調査したところ、男性警備員の行為が確認された。
男性警備員は調査に対し行為を認め、昨年夏ごろからわいせつ目的で20回程度、女性客を触ったと説明しているという。全日警は3月7日付で諭旨解雇の懲戒処分とした。

### 1カ月間で100時間を超える時間外労働
2024年（令和6年）11月、佐賀労働基準監督署は11日、労働基準法違反の疑いで、全日警佐賀（佐賀市）と代表取締役の50代男性を書類送検した。
書類送検容疑は4月21日～5月20日、30～60代の男性社員8人に対し、労使協定（三六協定）や1カ月間で100時間を超える時間外労働、休日労働を行わせた疑い。　
同労基署によると、8人のうち1人は月141時間を超える時間外労働、休日労働があった。

## その他

### 制服
制服は冬服は旧警察官の制服に似ておりシンプルな紺色になっている。夏服は業界としては珍しくストライプ柄を取り入れている。現行の制服は2代目で創業30周年を記念してリニューアルされた。デザインは高島屋が担当している。これには1996年開店のタカシマヤタイムズスクエアの新規警備受注を狙いに高島屋に制服デザインを頼んだものの、警備契約自体は他社に取られたという経緯がある。しかし、ジェイアール名古屋タカシマヤに関しては警備を担当している。原則としてネクタイは冬制服のみだが、現場によっては夏制服（長袖）にネクタイを着用する場合がある。

### CM
1990年代頃から元読売ジャイアンツなどに所属した金田正一が出演するCMが放映されていた。現行のCMは2005年頃から放映されており、日本テレビ『ぶらり途中下車の旅』枠でCMを流していた。2000年代後半においても放映されており、タケモトピアノに比する程の古さであった。2019年に金田が亡くなって以降は、一時的に追悼のテロップ付きで流していたが、2020年3月にスポンサーからも降板し、CMも流れなくなった。
東京ドーム、宝塚大劇場にて広告を出している。

## 企業沿革
- 1965年8月 - 創業
- 1966年10月 - 株式会社全日警として法人設立（資本金1200万円）。本社は台東区御徒町に置く
- 1969年
  - 4月 - ピンカートン探偵社より警備機器導入
  - 5月 - 機械警備事業開始
  - 8月 - 本社を銀座に移転
- 1970年4月 - 日本万国博覧会（大阪万博）警備実施
- 1972年11月 - 警備業法施行に伴い届け出実施
- 1975年 - 羽田・名古屋・大分空港の警備開始・ANSシステム販売開始
- 1978年　新東京国際空港（現・成田国際空港）開港、警備開始
- 1983年3月 - 改正警備業法に基づく認定証の交付
- 1985年3月 - 国際科学技術博覧会（つくば科学博）警備実施
- 1987年6月 - 本社を日本橋浜町に移転
- 1988年3月 - 千葉県市原市に研修センター開設
- 1989年
  - JR東海と企業提携
  - 5月 - 一般区域（限定）貨物自動車運送事業開始
- 1990年4月 - 国際花と緑の博覧会警備実施
- 1993年 - 横浜ランドマークタワー警備開始
- 1996年
  - 創業30周年を迎える
  - 10月 - ホームセキュリティ（新商品）販売開始
  - 11月 - 全栄会を発起し設立
- 1998年2月 - 長野オリンピック警備実施
- 1999年 - JRセントラルタワーズ警備開始
- 2001年12月 - 東京中央支社 - ISO 9001認証取得
- 2003年
  - 1月 - 横浜支社・名古屋支社 - ISO 9001認証取得
  - 11月 - 名古屋空港支社（現・中部空港支社） ISO 9001認証取得
- 2004年 - 長崎支社 - ISO 9001認証取得
- 2005年3月 - 2005年日本国際博覧会（愛・地球博）警備実施
- 2006年11月 - ホームセキュリティ「ハッピーガード」の販売開始
- 2008年 - 京葉ガスと業務提携
- 2010年 - PFI大型物件　警備開始
- 2011年6月 - 代表取締役社長の片岡直公が代表取締役会長へ、代表取締役副社長の片岡由文が代表取締役社長へ異動
- 2016年
  - 創業50周年を迎える。
  - 5月 - 第42回先進国首脳会議（伊勢志摩サミット）警備実施
- 2019年10月 - 巡回警備ロボット 『Nimbo』日本初上陸＆先行リリース開始
- 2021年8月 - 2020年東京オリンピックの警備実施、アーチェリー会場の警備を担当
- 2022年1月 - AI支援ビデオ監視ソフトウェア「icetana」がアーバンネット名古屋ネクスタビルに導入、運用開始する。

## 支社、営業所
- 本社 - 東京都中央区日本橋浜町1-1-12
- 札幌支社 - 北海道札幌市北区北7条西1丁目2-6　NCO札幌10階
- 仙台支社 - 宮城県仙台市青葉区本町3-6-18　勾当台イーストビル7階
- 青森営業所 - 青森県青森市安方2-17-19　アソルティ青森ビル5階
- 埼玉支社 - 埼玉県さいたま市大宮区桜木町4-333-13　OLSビル12階
- 千葉支社 - 千葉県千葉市中央区新町3-13　千葉TNビル10階
- 銚子営業所 - 千葉県銚子市西芝町14-19　銚子通運駅前ビル2階
- 館山営業所 - 千葉県館山市北条1880-1　房州第一ビル4階
- 市川営業所 - 千葉県市川市南八幡4-1-7　本八幡駅南ビル2階
- 君津営業所 - 千葉県君津市東坂田1-3-2　京葉君津ビル4階
- 鹿島営業所 - 茨城県神栖市堀割3-3-14
- 成田営業所 - 千葉県富里市日吉台2-91-1　むらきビル地下1階B号室
- 成田支社 - 千葉県成田市東町103-5
- 東京中央支社 - 東京都江東区森下3-20-9　全日警センタービル
- 西営業所 - 東京都国立市東1-4-13　COI国立ビル3階
- 山梨営業所 - 山梨県大月市御太刀2-8-8　ラ・グランメール3階
- 羽田空港支社 - 東京都大田区羽田空港1-7-1　第二綜合ビル6階
- 横浜支社 - 神奈川県横浜市西区みなとみらい2-2-1　横浜ランドマークタワー39階
- 長野支社 - 長野県長野市緑町1605-14　高見澤ダイヤモンドビル6階
- 松本営業所 - 長野県松本市中央3-8-28　清水ビル3階
- 上田営業所 - 長野県上田市下塩尻荒川160-1
- 諏訪営業所 - 長野県茅野市宮川1384-3
- 飯田営業所 - 長野県飯田市上飯田5356-1　JR東海飯田支店内1階
- 駒ヶ根事務所 - 長野県駒ヶ根市上穂南4-1　竹内ビル2階
- 新潟事務所 - 新潟県新潟市中央区東大通2-10-21　リバティープラザ東大通501
- 静岡支社 - 静岡県静岡市葵区紺屋町11-19　静鉄紺屋町ビル4階
- 浜松営業所 - 静岡県浜松市中区砂山町325-20　水谷ビル4階
- 名古屋支社 - 愛知県名古屋市中村区名駅1-1-4　JRセントラルタワーズ19階
- 名古屋東部営業所 - 愛知県愛知郡東郷町御岳2-2-1
- 中部空港支社 - 愛知県常滑市セントレア1-1　中部国際空港第2セントレアビル
- 大阪支社 - 大阪府大阪市北区天満橋1-8-30　OAPタワー22階
- 京都営業所 - 京都府京都市中京区西ノ京北聖町10-2　テクハン本社ビル3階
- 関西空港支社 - 大阪府泉佐野市泉州空港北1番地　航空会社北ビル4階
- 神戸支社 - 兵庫県神戸市中央区御幸通6-1-10　オリックス神戸三宮ビル6階
- 広島支社 - 広島県広島市中区上八丁堀4-1　アーバンビューグランドタワー6階
- 福岡支社 - 福岡県福岡市博多区美野島1-2-8　NTビル2階
- 北九州営業所 - 福岡県北九州市八幡東区西本町2-2-1　さわらびガーデンモール八幡3番街2階
- 筑豊営業所 - 福岡県飯塚市西町2-87　センタービルいいづか
- 大分支社 - 大分県大分市千代町3-1-7　ANSビル2階
- 長崎支社 - 長崎県長崎市魚の町2-26　西九州開発ビル6階
- 佐世保営業所 - 長崎県佐世保市泉町2-2　後藤ビル2階
- 諫早営業所 - 長崎県諫早市津久葉町5-67　長崎つくば工業協同組合2階
- 鹿児島支社 - 鹿児島県鹿児島市鴨池新町6-6　鴨池南国ビル10階

## 系列会社
- 株式会社全日警セキュリティサービス[外部リンク 1]
- 株式会社全日警サービス神奈川[外部リンク 2]
- 株式会社全日警サービス長野[外部リンク 3]
- 国際パトロール株式会社[外部リンク 4]
- 株式会社全日警佐賀
- 企業警備保障株式会社
- 太陽警備保障株式会社
- 株式会社全日警ビルサービス[外部リンク 5]
- アンス電設株式会社
- 株式会社エスネット
- トータルディフェンス株式会社[外部リンク 6]

## 全栄会
全栄会は全国の警備会社で志を共にする同士で集めた全日警が代表を務めるグループである。平成8年11月に結成された。

### 会員
- 北海道 道都警備、帝国セキュリティ
- 青森県 津軽警備保障
- 岩手県 北上ビルメン
- 秋田県 日本海警備保障
- 山形県 山形警備保障
- 福島県 キョウワセキュリオン
- 茨城県 新安全警備保障、FUYOU、国際警備保障 *栃木県 日本友愛警備保障、東亜警備保障
- 群馬県 シムックス、群馬警備保障
- 山梨県 日本連合警備
- 埼玉県 朝日システムズ
- 東京都 全日警、共栄セキュリティーサービス、アサヒセキュリティ、オリエンタル・ガード・リサーチ、日本ガード
- 神奈川県 特別警備保障
- 静岡県 鈴与セキュリティサービス
- 新潟県 富士総業
- 石川県 國際警備保障
- 愛知県 東海警備保障、中部相互警備保障
- 岐阜県 大日本警備保障、トーノーセキュリティ
- 滋賀県 大戸警備保障、大進
- 大阪府 国際セーフティー、イオンディライト
- 島根県 北陽警備保障
- 岡山県 飛鳥綜合警備保障
- 広島県 警備開発
- 山口県 ＣＧＳコーポレーション
- 徳島県 東洋警備保障
- 高知県 ケイエスエー・プロテック
- 香川県 四国警備保障
- 福岡県 第一警備保障、東洋警備保障
- 佐賀県 全日警佐賀
- 熊本県 HSK
- 沖縄県 琉球保安警備隊

## 取引先
- 東海旅客鉄道
- ヨドバシカメラ
- 東京ドーム
- 大星ビル
- 京葉ガス
- イオン
- 全日空
- 中部国際空港
- 三菱地所
- 学校法人明治学院
- 大京アステージ
- 東京ガス
- 京葉銀行
- 学校法人立教学院

など

### 主な警備先
- JR東海関連

名古屋駅、東京駅、新横浜駅等の主要の駅、リニア・鉄道館、JRゲートタワー、大井車両基地など
- 三菱地所関連

横浜ランドマークタワー、MARK IS みなとみらい
- ヨドバシカメラの各店舗および配送センター、本社
- 中部国際空港
- 東京ドーム、東京ドームホテル
- PFI事業

衆議院議員会館、中央合同庁舎7号館
- NTTドコモ本社
- 東京ガス本社
- 博報堂本社
- 赤坂Bizタワー
- 立教大学
- 明治学院大学

## ギャラリー

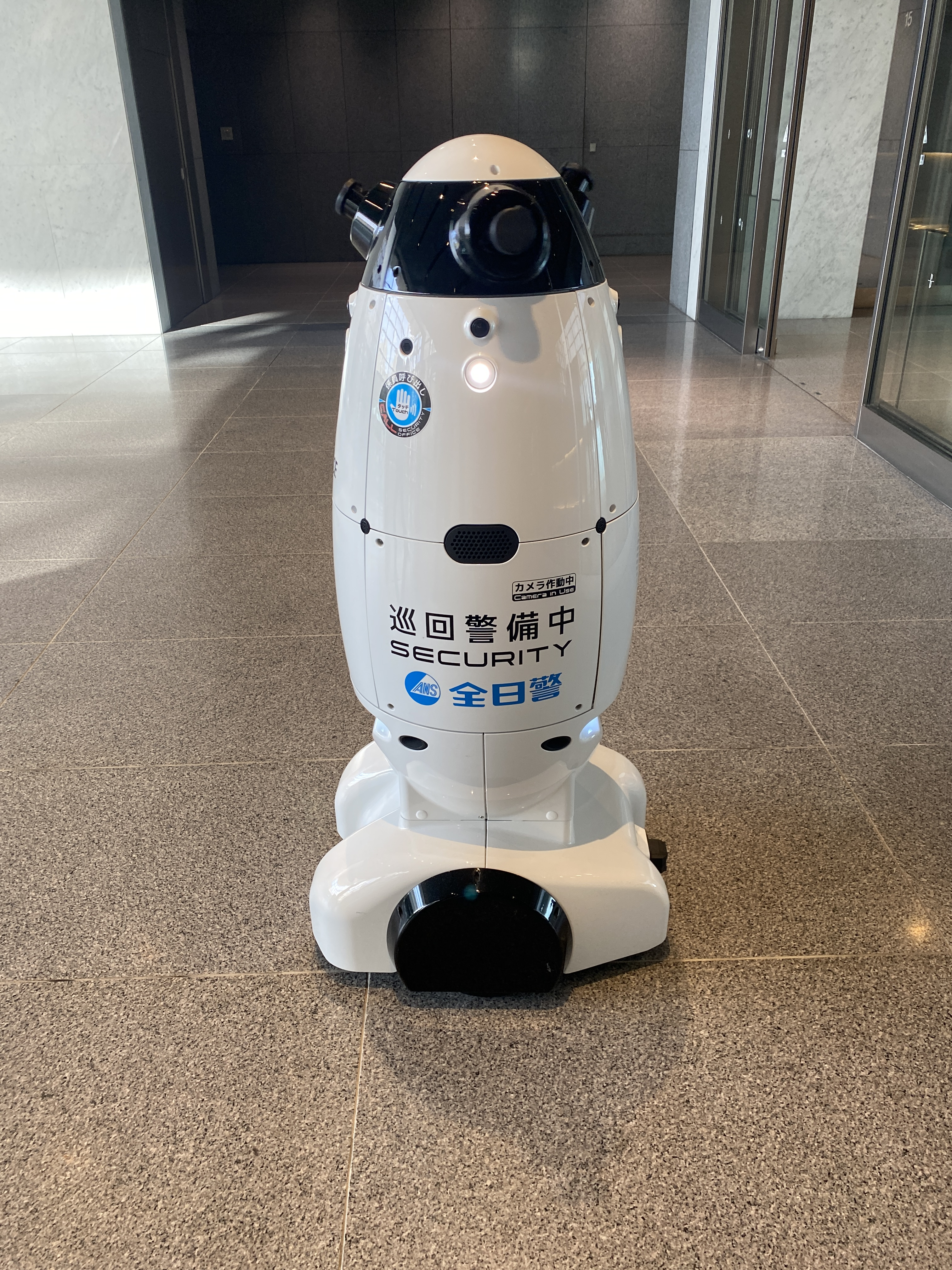
名古屋駅を巡回する全日警の警備ロボット（2024年11月）

### 本体のサイト
- 全日警
- 全日警のホームセキュリティ「ハッピーガード」

### 系列会社のサイト
1. ↑  株式会社全日警セキュリティサービス
2. ↑  株式会社全日警サービス神奈川
3. ↑  株式会社全日警サービス長野
4. ↑  国際パトロール株式会社
5. ↑  株式会社全日警ビルサービス
6. ↑  トータルディフェンス株式会社